# Tótem
Tótem is een Mexicaans-Frans-Deense dramafilm uit 2023, geregisseerd, geschreven en mede geproduceerd door Lila Avilés.

## Verhaal
De zevenjarige Sol brengt de dag door bij het huis van haar grootvader voor een verrassingsfeest voor Sols vader, Tonatiuh. Naarmate het daglicht vervaagt, beseft Sol dat haar wereld ingrijpend gaat veranderen.

## Rolverdeling
| Acteur                   | Personage |
| ------------------------ | --------- |
| Naíma Sentíes            | Sol       |
| Montserrat Marañón       | Nuri      |
| Marisol Gasé             | Alejandra |
| Saori Gurza              | Esther    |
| Teresita Sánchez         | Cruz      |
| Mateo García Elizondo    | Tonatiuh  |
| Juan Francisco Maldonado | Napo      |
| Iazua Larios             | Lucía     |
| Alberto Amador           | Roberto   |

## Productie
Tótem werd geproduceerd door de Mexicaanse productiefirma's Limerencia Films (van Lila Avilés zelf) en Laterna, in coproductie met de Deense Paloma Productions en het Franse Alpha Violet Production, met de steun van Eficine Produccion-BBVA, het Deense Filminstituut, het Hubert Bals Fonds, het Aide aux Cinémas du Monde Fonds en Visions Sud Est.

## Release en ontvangst
Tótem ging in première op het Filmfestival van Berlijn, waar het deelnam aan de competitie en de "Prijs van de Oecumenische Jury" won. De film kreeg overwegend positieve kritieken van de filmcritici, met een score van 97% op Rotten Tomatoes, gebaseerd op 59 beoordelingen. De film werd geselecteerd als Mexicaanse inzending voor de beste niet-Engelstalige film voor de 96ste Oscaruitreiking en kwam in december 2023 op de shortlist.

## Prijzen en nominaties
De belangrijkste:
| Jaar | Prijs                                   | Categorie                      | Genomineerde(n)                | Uitslag       |
| ---- | --------------------------------------- | ------------------------------ | ------------------------------ | ------------- |
| 2024 | Film Independent Spirit Awards          | Beste internationale film      | Beste internationale film      | In afwachting |
| 2023 | Internationaal filmfestival van Berlijn | Gouden Beer                    | Lila Avilés                    | Genomineerd   |
| 2023 | Internationaal filmfestival van Berlijn | Prijs van de Oecumenische Jury | Prijs van de Oecumenische Jury | Gewonnen      |